# Frieda Bühner
Frieda Bühner (Georgsmarienhütte, 28 de mayo de 2004) es una jugadora de baloncesto alemana. Representó a Alemania en los Juegos Olímpicos de Verano de 2024 y en el EuroBasket Femenino Sub-20 de la FIBA 2024.  
En la temporada 2024/25 Frieda Buhner se unió al Club Estudiantes de baloncesto de la Liga Femenina española. El 6 de mayo de 2025 el club anunció que la jugadora seguirá formando parte de la plantilla de Movistar Estudiantes durante la temporada 2025-26.